# Look Both Ways
Look Both Ways és una pel·lícula romàntica del 2022 dirigida per Wanuri Kahui amb guió d'April Prosser. El repartiment principal el formen Lili Reinhart, Luke Wilson, Andrea Savage, Aisha Dee, Danny Ramirez, David Corenswet i Nia Long. Es va estrenar el 17 d'agost de 2022 a Netflix.

## Sinopsi
La vida de la Natalie (Lili Reinhart) divergeix en dues realitats paral·leles el dia abans de la seva graduació a la universitat: una en què es queda embarassada i ha de viure la maternitat com a jove a la seva ciutat natal a Texas, i una altra en què es trasllada a Los Angeles per dedicar-se a la seva carrera professional.

## Repartiment
- Lili Reinhart com a Natalie[3]
- Luke Wilson[4]
- Andrea Savage[4]
- Aisha Dee[4]
- Danny Ramirez com a Gabe[4]
- David Corenswet[4]
- Nia Long[5]